# Champmartin

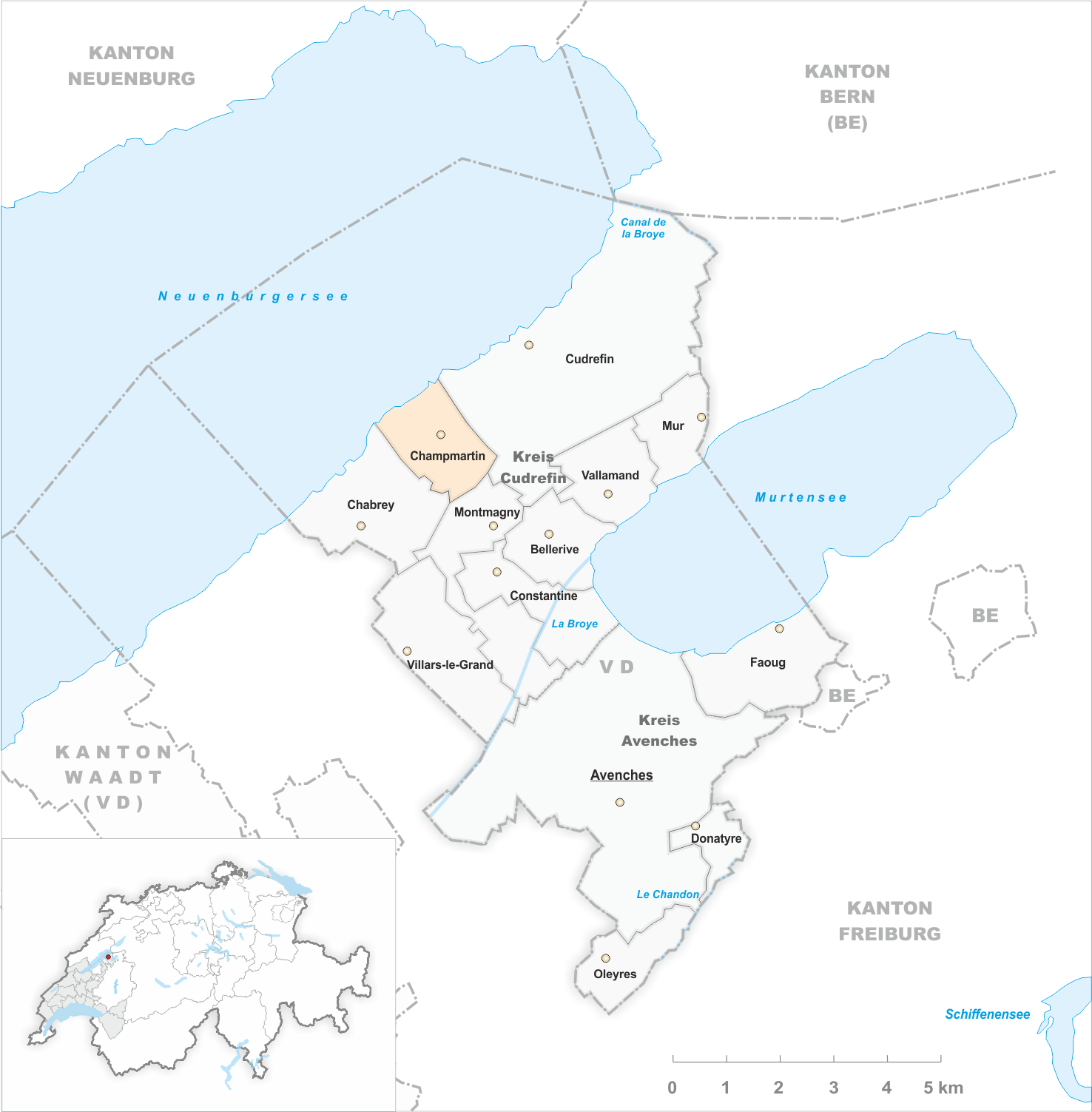
Gemeindestand vor der Fusion am 1. Januar 2002

Champmartin ist eine Ortschaft und früher selbständige politische Gemeinde im Distrikt Broye-Vully des Kantons Waadt in der Schweiz. Am 1. Januar 2002 wurde Champmartin nach Cudrefin eingemeindet.

## Geographie
Champmartin liegt auf 463 m ü. M., 7,5 km nordnordwestlich des Bezirkshauptortes Avenches (Luftlinie). Das kleine Bauerndorf erstreckt sich in einer breiten Talsenke, die in den Molassehöhenrücken südwestlich des Mont Vully eingetieft ist. Nördlich des Dorfes fällt der Höhenzug in einem Steilhang (Les Roches) bis zu 70 m zum Neuenburgersee ab. Entlang des Seeufers befindet sich ein rund 500 m breiter Schilfgürtel, dahinter ein Waldgürtel. Diese sind heute als Natur- und Vogelschutzgebiet ausgewiesen. Die ehemalige Gemeindefläche betrug rund 2,6 km².

## Bevölkerung
Mit 33 Einwohnern (Ende 2000) gehörte Champmartin vor der Fusion mit Cudrefin zu den kleinsten Gemeinden des Kantons Waadt. Die Bevölkerungszahl des Ortes belief sich 1850 noch auf 57 Einwohner. Nachdem die Bevölkerung bis 1960 um mehr als die Hälfte auf 25 Personen abgenommen hatte, wurde seither wieder eine leichte Bevölkerungszunahme registriert. Der Anteil der deutschsprachigen Bevölkerung betrug 2000 48 %, was für eine Waadtländer Gemeinde aussergewöhnlich hoch war.

## Wirtschaft
Champmartin lebt noch heute hauptsächlich von der Landwirtschaft, insbesondere vom Ackerbau und von der Viehzucht. Ausserhalb des primären Sektors gibt es keine Arbeitsplätze im Dorf.

## Verkehr
Das Dorf liegt an der Verbindungsstrasse von Avenches nach Cudrefin. Durch den Postautokurs, der von Avenches nach Cudrefin verkehrt, ist Champmartin an das Netz des öffentlichen Verkehrs angebunden.

## Geschichte
Das Gemeindegebiet von Champmartin war schon sehr früh besiedelt. Am Ufer des Neuenburgersees befand sich während der Bronzezeit eine Siedlung. Im Wald von Charmontel südlich des Dorfes wurden mehrere Grabhügel entdeckt. Die erste urkundliche Erwähnung des Ortes erfolgte 1425 bereits unter dem heutigen Namen.
Seit dem Mittelalter war Champmartin Teil der Kastlanei Cudrefin, die unter dem Einflussbereich von Savoyen stand. Mit der Eroberung der Waadt durch Bern im Jahr 1536 gelangte das Dorf unter die Verwaltung der Vogtei Avenches. Nach dem Zusammenbruch des Ancien Régime wurde Champmartin 1798 während der Helvetik dem Kanton Freiburg angegliedert. Mit der Inkraftsetzung der Mediationsverfassung 1803 wurde das Dorf zusammen mit dem heutigen Bezirk Avenches als Exklave wieder dem Kanton Waadt zugeteilt. Am 1. Januar 2002 wurde schliesslich die Fusion mit Cudrefin vollzogen. Champmartin gehört zur Kirchgemeinde Montet-Cudrefin.